# Anton Debeljak
Anton Debeljak, slovenski pesnik, publicist, jezikoslovec, prevajalec, * 25. oktober 1887, Šegova vas, † 24. oktober 1952, Lovran, Hrvaška.

## Življenje
Rodil se je očetu Francu in materi Ivani (roj. Karajec).
Družina se je iz Šegove vasi preselila v zaselek Matevljek. Dva razreda osnovne šole je opravil na Tabru, nadaljeval pa je v Novem mestu. Leta 1908 je v Novem mestu z odliko dokončal gimnazijo. Nato se je posvetil študiju jezikoslovja, zlasti romanskih jezikov. Študiral je na Dunaju in v Parizu, kjer je leta 1912 končal študij romanistike. Naslednjega leta je začel poučevati na realki v Gorici, vendar je bil v 1. svetovni vojni mobiliziran. Po letu in pol je bil vojaške službe oproščen in od leta 1916 je nadaljeval s poučevanjem najprej na idrijski realki (do 1918), nato pa v Ljubljani, sprva na drugi, od leta 1921 pa na prvi državni realni gimnaziji v Ljubljani. Leta 1923 je na Univerzi v Ljubljani opravil doktorat. Umrl je v Lovranu, pokopan pa je v Ljubljani.

## Delo

#### Prevajalstvo
V času šolanja na gimnaziji je prevode objavljal v Domačem prijatelju, Zvončku, Omladini, Hrvatski smotri, od 1910 pa je redno sodeloval pri Ljubljanskem zvonu.
Poleg slovanskih jezikov je znal staro grščino in latinščino, večino sodobnih evropskih jezikov in nekatere orientalske. Bil je strokovnjak za rokovnjaški jezik.  Največ je prevajal iz romanskih jezikov: francoščine, španščine in portugalščine. Med njegovimi prevodi so nekatera klasična dela: Cervantes, Flaubert, Claudel, njegovo življenjsko delo pa so Balzacove Okrogle povesti. Iz francoščine je prevedel izbor moderne poezije in pesniško zbirko izdal pod naslovom Moderna francoska lirika.
V rokopisih ostajajo še prevodi Villona, Hajama in Hafisa ter prevodi Prešerna v latinščino in staro grščino.

#### Literarno ustvarjanje
Literarne prispevke – eseje, ocene, politične članke, potopise in poročila – je pošiljal v vse takratne revije in časopise: Slovan, Jutro, Slovenski narod, Življenje in svet, Slovenska žena, Planinski vestnik … (Debeljak 2007: 61)
Izdal je dve samostojni pesniški zbirki: 1919 Solnce in sence in 1940 Tičistan. Njegove pesmi so po oblikovnem prizadevanju sorodne pesmim Vojeslava Moleta, slogovno se giba med novo romantiko in ekspresionizmom.
Pesmi je pisal tudi v francoščini in eden izmed njegovih sonetov je 1938 izšel v francoski antologiji pesnikov tujih narodnosti. (Debeljak 2007: 64)

#### Literarna kritika
Debeljak se je zanimal za slovstvene pojave po tujini in je veliko pisal o novostih v tujih, zlasti romanskih literaturah (npr. poročilo o futurizmu LZ 1912 in dadaizmu LZ 1922). Kot navaja Janez Debeljak, ga je Božidar Borko imenoval za »Matijo Čopa naših dni«. (Debeljak 2007: 63) Ob petdesetletnici revije Ljubljanski Zvon je Stanko Leben v pregledu prispevkov o romanskih literaturah ugotovil, da se je z Debeljakom začela nova, najplodovitejša doba informacij o romanskih literaturah. S seboj naj bi vedno nosil svinčnik in papir ter si vsak pomembnejši podatek zapisal skupaj z virom. V esejih je v duhovitem kulturno-poročevalskem slogu obravnaval včasih posamezne pisatelje, časih pa celotna obdobja.
Javnosti neznana ostaja njegova korespondenca z narodnostno izredno raznolikimi književniki in znanstveniki v tujini. Gojil je stike v romanskih deželah (npr. v Franciji s pesnikom Phileasom Lesbegueom), v Severni in Južni Ameriki ter celo na Madagaskarju. V tujino je pošiljal slovenske knjige, ki jih je kupoval za tuje slaviste, da bi pisali o slovenski književnosti, kar je za tuje časopise (največkrat francoske) počel tudi sam.

#### Potopisje
Bil je ljubitelj narave, še posebej ptic (on naj bi ljubljanski park Tivoli poimenoval Tičistan).
Pisal je duhovite potopise, v katere je vključeval reke, rečenice, pregovorove, besedne igre, botanične, geološke in zgodovinske znamenitosti, praktične in teoretične pripomb, jezikoslovne domislice iz različnih tujih jezikov, klasične citate in podobno. Večinoma so ohranjeni v rokopisni obliki.

#### Avtorska dela
- Solnce in sence (1919) (COBISS)
- Tičistan (1940) (COBISS)

#### Prevodi
- Moderna francoska lirika (1919) (COBISS)
- Anatole France: Pingvinski otok (1920) (COBISS)
- Henri Barbusse: Ogenj: (dnevnik desetnije) (1921) (COBISS)
- Charles de Coster: Ulenspiegel in Lam Dobrin: junaka veseljaka iz dežele Flandrske (1923) (COBISS)
- Affonso Lopes Vieira: Amadis: roman (1925) (COBISS)
- Louis Hémon: Marija Kožuhova: povest iz francoske Kanada (1927) (COBISS)
- Karl May: Old Surehand (1930) (COBISS)
- Gustave Flaubert: Salambo (1931) (COBISS)
- Louis Adamič: Kriza v Ameriki (1932) (COBISS)
- Tirtaj: Bojne vžiganke (1944) (COBISS)
- Kornej Čukovski: Šuri-Muri velikan (1946) (COBISS)
- Miguel de Cervantes Saavedra: Zgledne novele (1951) (COBISS)
- Honoré de Balzac: Lepa imperija (1952) (COBISS)
- Honoré de Balzac: Okrogle povesti (1954) (COBISS)
- Robert Louis Stevenson: Otok zakladov (1956) (COBISS)
- John Erskine: Kratkotrajna sreča Françoisa Villona (prevodi nekaterih pesmi) (1964) (COBISS)
- Luis de Camões: Luzijada (izbor) (1976) (COBISS)